# Jacquemontia rusbyana
Jacquemontia rusbyana är en vindeväxtart som beskrevs av Standley. Jacquemontia rusbyana ingår i släktet Jacquemontia och familjen vindeväxter. Inga underarter finns listade i Catalogue of Life.